# Karolewo (powiat świecki)
Karolewo – (niem. Karlshorst) wieś w Polsce położona w województwie kujawsko-pomorskim, w powiecie świeckim, w gminie Lniano. Wchodzi w skład sołectwa Jeziorki.
W latach 1975–1998 miejscowość należała administracyjnie do województwa bydgoskiego.